# Mato (Chantada)
Mato (llamada oficialmente San Xillao do Mato) es una parroquia española del municipio de Chantada, en la provincia de Lugo, Galicia. Además, está ubicada en una zona rural cercana al Río Pedroso. 

## Otras denominaciones
La parroquia también es conocida por el nombre de San Xulián de Mato.

## Organización territorial
La parroquia está formada por ocho entidades de población, constando siete de ellas en el anexo del decreto en el que se aprobó la actual denominación oficial de las entidades de población de la provincia de Lugo:

### Entidades de población
Entidades de población que forman parte de la parroquia:
- Abral
- Carballeira (A Carballeira)
- Moreira (A Moreira)
- O Pacio
- O Romeo
- O Solar
- Vilar de Eiriz

### Despoblado
Despoblado que forma parte de la parroquia:
- Fondo de Vila

## Demografía
| Gráfica de evolución demográfica de Mato entre 2000 y 2019 |
|                                                            |
| Datos según el nomenclátor publicado por el INE.           |